# Cathrine Marie Møller
Cathrine Marie Møller (født 1744, død 1811) var en dansk broderikunstner, krediteret for at indføre en metode til at skabe lys og skygge inden for broderikunsten til Danmark. I 1790 blev hun den anden kvinde indsat i Det Kongelige Danske Kunstakademi.

## Tidligt liv
Møller er barn af Hans Christian Møller og Maren Bølling. I en alder af syv blev hun sat under værgemål af sin morbror, der lod  hende uddanne i tekstilarbejde. Efter hendes konfirmation, understøttede hun sig som kammerpige og lavede broderier for penge. Hun lærte også at tegne for at gøre tekstilarbejdet lettere.

## Broderi
I 1780 blev Møller en del af F.A. Müllers husstand, der havde en stor samling gravure, der angiveligt inspirerede hendes innovation inden for broderi. Ved at bruge sort og grå skabte hun lys og skygge inden for broderibillederne. Mens denne teknik var kendt i Europa fra slutningen af det 18. århundrede, var det ikke kendt i Danmark, før hun introducerede det.
I 1789 viste direktøren for Det Danske Akademi, Johannes Wiedewelt, Møllers arbejde til akademiet uden hendes viden. I 1790 blev hun indsat som det andet kvindelige medlem af akademiet efter Magdalene Bärens.